# Второй мир
«Второй мир» (англ. The Second World) — политическая концепция, разработанная в период Холодной войны для обозначения социалистических государств и их союзников, в противовес государствам «Первого» и «Третьего» миров.
Ко Второму миру некоторые относят социалистические и бывшие социалистические страны (формально страны Восточного блока), которые формировались или в значительной степени находились под влиянием СССР. 
После Второй мировой войны сформировалось 19 социалистических государств, а после распада Советского Союза осталось четыре или пять государств с идеологией марксизма-ленинизма: Китай, Куба, Лаос, Вьетнам и возможно КНДР. Вместе с понятиями «Первый мир» и «Третий мир» этот термин используется для деления государств на Земле на три широкие категории. Понятие второго мира введено в науку в рамках неомарксизма.
Понятие «второй мир» — конструкт «холодной войны». Этот термин до сих пор широко используется для описания бывших социалистических и коммунистических стран, которые несут на себе отпечаток и первого, и третьего миров, а их общества и экономики характеризуются как нищетой, так и процветанием. Многие из государств второго мира ныне являются капиталистическими экономиками. После распада СССР реальное значение терминов «первый мир», «второй мир» и «третий мир» изменилось, сменив фокус с политического на экономический смысл определения.
Теория трёх миров была подвергнута критике, как сырая и относительно устаревшая. Социологи взамен предложили использовали слова «развитые страны», «страны с переходной экономикой», «развивающиеся страны» и «наименее развитые страны» для характеристики глобальной стратификации. Тем не менее, трёхмирная теория до сих пор популярна в современной литературе и СМИ.